# ドイツ民族性強化国家委員本部
ドイツ民族性強化国家委員本部（Hauptamt Reichskommissar für die Festigung deutschen Volkstums、略称RKFDV）は、国家社会主義ドイツ労働者党（ナチ党）の組織親衛隊（SS）の12ある本部(Hauptamt)の1つ。ドイツ民族の再定住に関する部署である。長官はウルリヒ・グライフェルト親衛隊大将。

## 沿革
1939年10月7日の総統命令によって親衛隊全国指導者ハインリヒ・ヒムラーが「ドイツ民族性強化国家委員」(Reichskommissar für die Festigung deutschen Volkstums)に任じられ、ドイツ民族の再定住や占領地のドイツ化に関わる問題のすべてを任された。
この権限に基づきヒムラーは親衛隊内部に「ドイツ民族性強化国家委員本部」（RKFDV）と「ドイツ民族対策本部」（VoMi）を設置し、すでに設置されていた「親衛隊人種及び移住本部」（RuSHA）やその配下の「アーネンエルベ」、「生命の泉」とあわせてドイツ民族問題に取り組ませた。
ドイツ民族性強化国家委員本部は植民者の募集と配置を担当した。ドイツ占領地にドイツ人を入植させることによってその地をゲルマン化することを活動目的としていた。具体的にはドイツ領に併合された旧ポーランド領地域などにおいて、ユダヤ人などから財産を没収し、それをその地にいない投資家ドイツ人よりもその地に入植するドイツ人に優先的に与えていた。
国外のドイツ人やドイツ系住民のドイツへの帰国に関しては基本的にドイツ民族対策本部(Vomi)の権限であったはずだが、ドイツ人帰国プログラムの作成などに関してはドイツ民族性強化国家委員本部で受け持った。ドイツ民族対策本部はその執行にあたっての技術面や組織面でのサポート役になっていた。

## 組織
- Amtsgruppe A
  - Amt Z - 主要部門（Zentralamt）
  - Amt I - 移住及び民族性（Umsiedlung und Volkstum）
  - Amt II - 職業保証（Arbeitseinsatz）
- Amtsgruppe B
  - Amt III - 経済（Wirtschaft）
  - Amt IV - 農業（Landwirtschaft）
  - Amt V - 金融（Finanzverwaltung）
- Amtsgruppe C
  - Amt VI - 企画（Planung）
  - Amt VII - 建設（Bauten）
  - Amt VIII - 中心土地（？）（Zentralbodenamt）